# Musée Van-Gogh
Pour les articles homonymes, voir Van Gogh (homonymie).

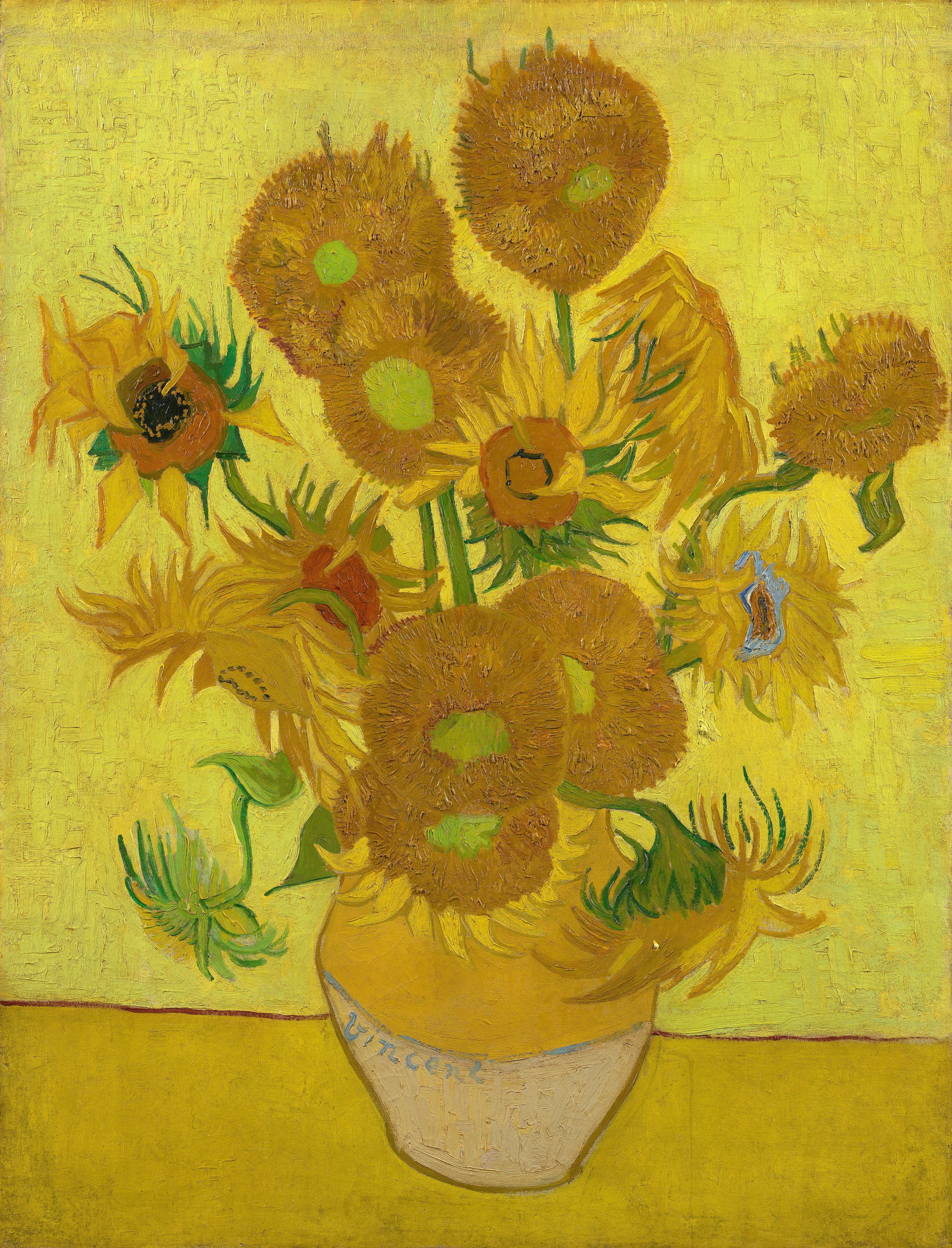
Les Tournesols (1889).

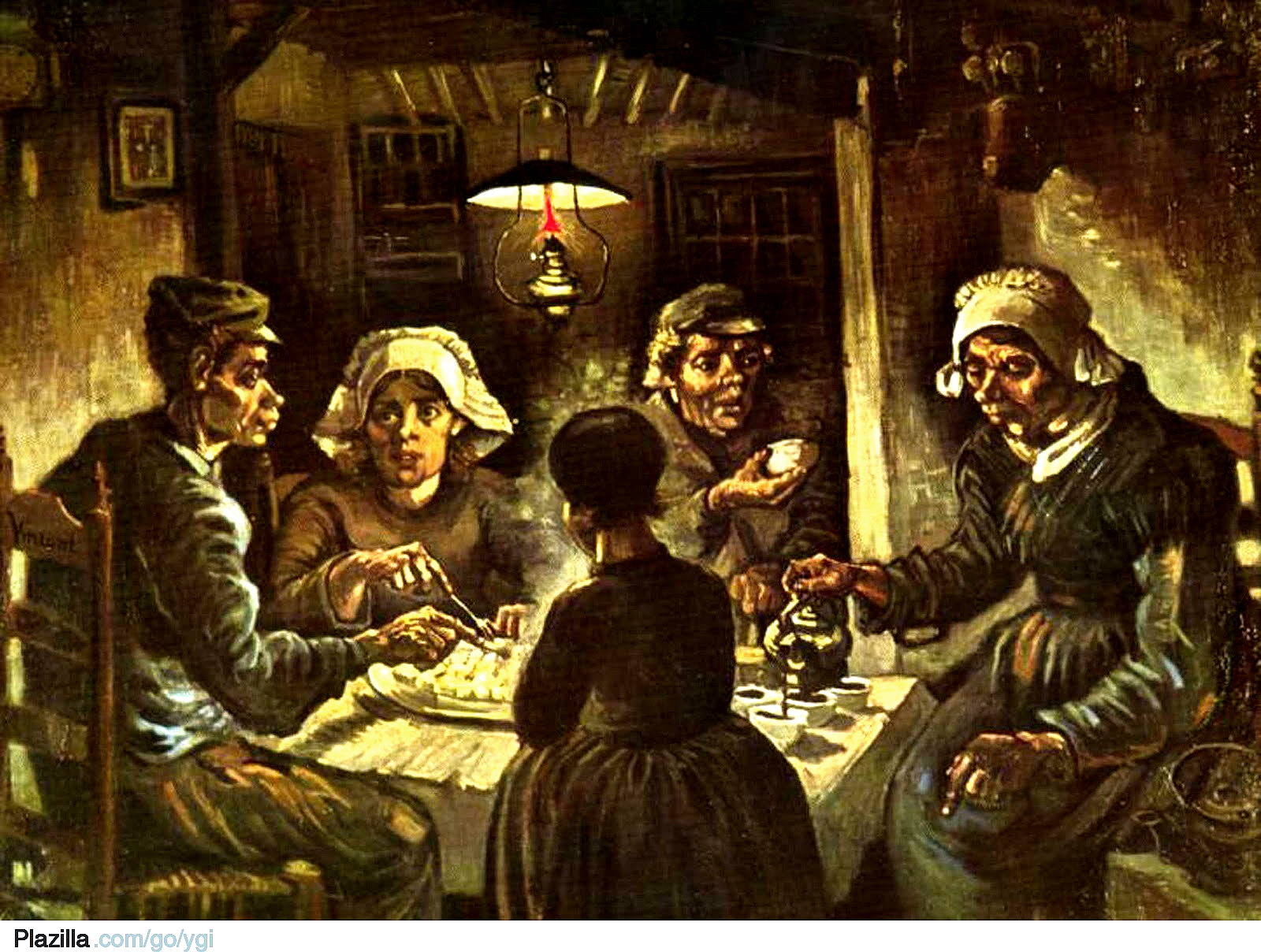
Les Mangeurs de pommes de terre (1885).

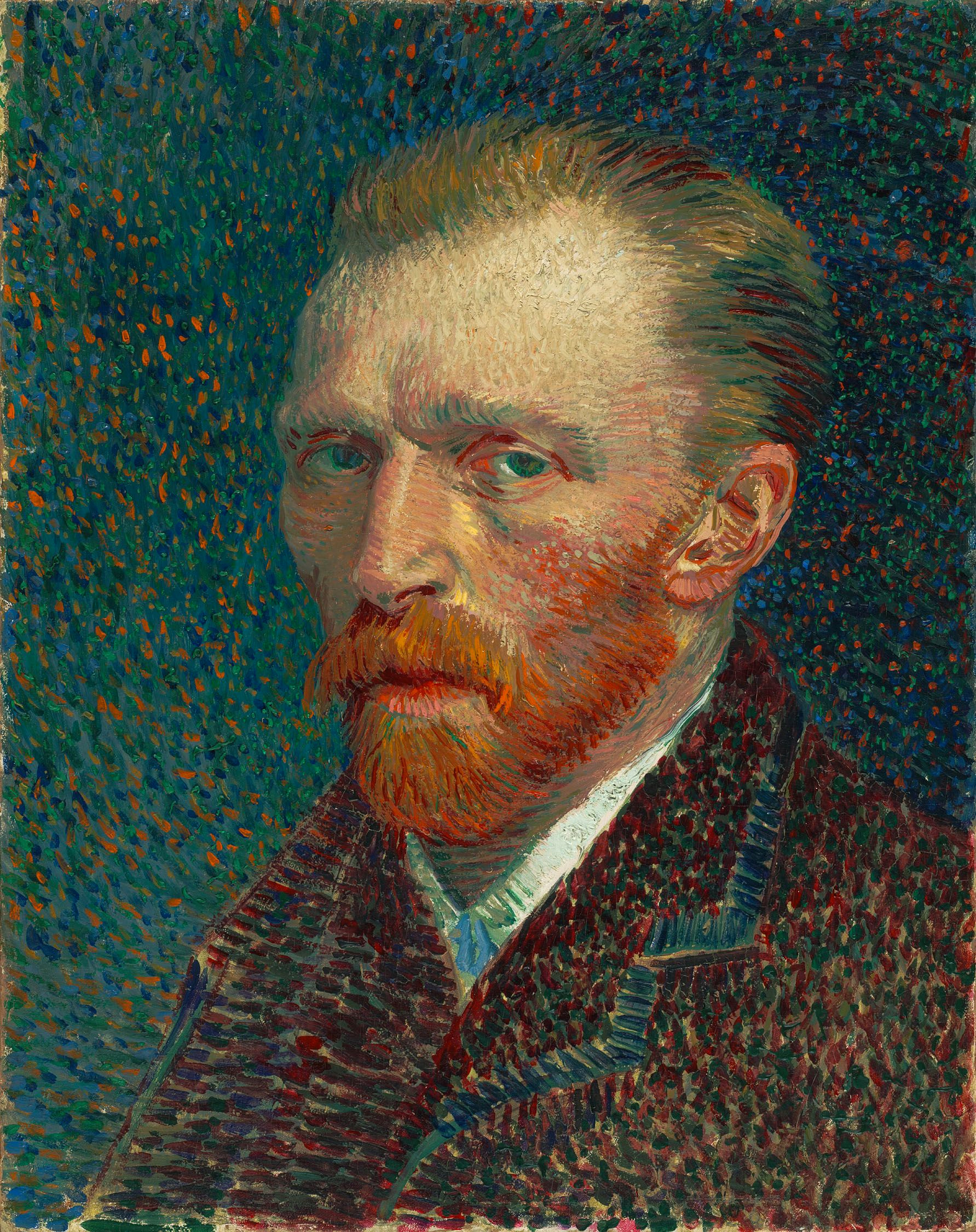
Autoportrait (1886).

Le musée Van-Gogh, principalement consacré au peintre néerlandais Vincent van Gogh, est un musée néerlandais, fondé en 1973, situé à Amsterdam sur la Museumplein.
Le musée possède la plus grande collection au monde d'œuvres de Vincent van Gogh. La collection comprend plus de 220 tableaux, 500 dessins et 800 lettres de cet artiste. Le musée présente également de nombreuses œuvres d'autres peintres de la fin du XIXe siècle. La bibliothèque propose plus de 24 000 livres sur Vincent van Gogh et sur d'autres artistes du XIXe siècle. Il est situé dans l'arrondissement d'Amsterdam Oud-Zuid.

## Collections permanentes
Le musée, sous tutelle de l'État néerlandais, présente la plus grande collection d'œuvres de Vincent van Gogh, devant celle du musée Kröller-Müller d'Otterlo. L'œuvre de Van Gogh est rattachée à la période postimpressionniste, un mouvement artistique précurseur de l'art moderne, qui fit suite à l'impressionnisme, parmi les courants du XIXe siècle. L'influence du peintre néerlandais sur le fauvisme, l'expressionnisme et l'art abstrait est en effet importante et peut être observée dans de nombreux autres aspects de l'art du XXe siècle.
Les œuvres présentes au musée Van Gogh couvrent les périodes suivantes :
- 1880 - 1885 aux Pays-Bas ;
- 1886 - 1888 à Paris ;
- 1888 - 1889 à Arles ;
- 1889 - 1890 à Saint-Rémy ;
- 1890 à Auvers-sur-Oise.

Le musée abrite, entre autres, les œuvres suivantes :
- Le Semeur (d'après Millet), avril 1881[3] ;
- Vieille femme vue de dos, mars 1882[4] ;
- Chemin de campagne à Loosduinen près de La Haye, mars 1882 ;
- Le Bureau de loterie, septembre 1882 ;
- Le Petit enfant, février 1883 ;
- Femme, nu-tête (sa mère?), mars 1883 ;
- Les Huttes, septembre 1883[5] ;
- Paysage à Drenthe, septembre 1883[6] ;
- Deux femmes travaillant dans la tourbe, octobre 1883[7] ;
- Paysanne, décembre 1884 ;
- Congrégation quittant l'Église réformée de Nuenen, 1884-1885 ;
- Les Mangeurs de pommes de terre, avril 1885[8] ;
- Vente de croix près d'une vieille tour, mai 1885 ;
- Nature morte avec panier de pommes de terre, septembre 1885 ;
- Nature morte avec bible ouverte, chandelier et roman, octobre 1885 ;
- Femme aux cheveux défaits, novembre 1885 ;
- Femme nue debout, vue de côté, février 1886 ;
- Autoportrait avec chapeau en feutre foncé, avril-juin 1886 ;
- Vue sur les toits de Paris, avril-juin 1886 ;
- Plâtre d'un torse, avril-juin 1886 ;
- Le Martin-pêcheur, octobre-décembre 1886 ;
- Vue des toits de Paris (de la rue Lepic), mars-avril 1887[9] ;
- Promeneurs dans un parc à Asnières, avril-juin 1887 ;
- Les jardins de Montmartre, avril-juin 1887 ;
- Champ de blé à l'alouette, juin-juillet 1887 ;
- Extérieur d'un restaurant avec lauriers-roses en pot, juillet-septembre 1887 ;
- Terrain boisé, juillet-septembre 1887 ;
- Autoportrait devant un âne, début 1888 ;
- Le Champ de blé aux iris, mai 1888[10] ;
- La Maison jaune, mai 1888[11] ;
- Moisson, juin 1888 ;
- Petits bateaux sur la plage, juin 1888 ;
- La Maison de Vincent, septembre 1888 ;
- La Chambre de Van Gogh à Arles, octobre 1888[12] ;
- Les Tournesols, janvier 1889 ;
- Les Gerbeurs (d'après Millet), septembre 1889 ;
- Vase aux iris mauves sur fond jaune, mai 1890 ;
- Paysage au crépuscule, juin 1890[13] ;
- Champ de blé sous un ciel nuageux, juillet 1890 ;
- Champ de blé aux corbeaux, juillet 1890[14].

### La correspondance de van Gogh
Vincent van Gogh a écrit de nombreuses lettres, principalement à son frère Théo. La plus grande partie de ces lettres est conservée au musée.

## Autres peintres représentés
Outre les tableaux de Van Gogh, le musée possède également des œuvres d'autres peintres impressionnistes et postimpressionnistes, tels que les Français :
- Émile Bernard ;
- Henri Fantin-Latour ;
- Paul Gauguin ;
- Armand Guillaumin ;
- Claude Monet ;
- Georges Seurat ;
- Paul Sérusier ;
- Paul Signac ;
- Henri de Toulouse-Lautrec.

## Historique de la collection
Du vivant de Vincent van Gogh, un seul tableau fut vendu (La Vigne rouge, aujourd'hui au musée Pouchkine de Moscou). La collection était à l'origine en majorité en la possession de Théo van Gogh, frère cadet de Vincent.
À la mort de Théo en 1891, la collection passe dans les mains de sa veuve, Johanna van Gogh-Bonger. Elle vendit quelques œuvres, mais conserva entière une collection représentative de l'œuvre de Vincent. Après sa mort en 1925, les œuvres se trouvèrent en possession de son fils, Vincent Willem van Gogh.
Celui-ci créa en 1960 la Fondation Vincent van Gogh. Lui-même, son épouse et trois de leurs enfants siégeaient dans cette fondation, ainsi qu'un représentant du gouvernement des Pays-Bas.
Une convention est signée le 21 juillet 1962 entre l'État des Pays-Bas et la Fondation Vincent-van-Gogh. La famille Van Gogh céda à l'État, pour 15 millions de florins, l'ensemble de la collection, soit 200 tableaux de Vincent van Gogh et Paul Gauguin, 400 dessins et toutes les lettres de Vincent. Cette transaction jeta les bases du musée Van Gogh.

## Le bâtiment
Le musée Van Gogh comprend deux bâtiments, le bâtiment principal inauguré en 1973 et une nouvelle aile ouverte en 1999.

### Bâtiment principal

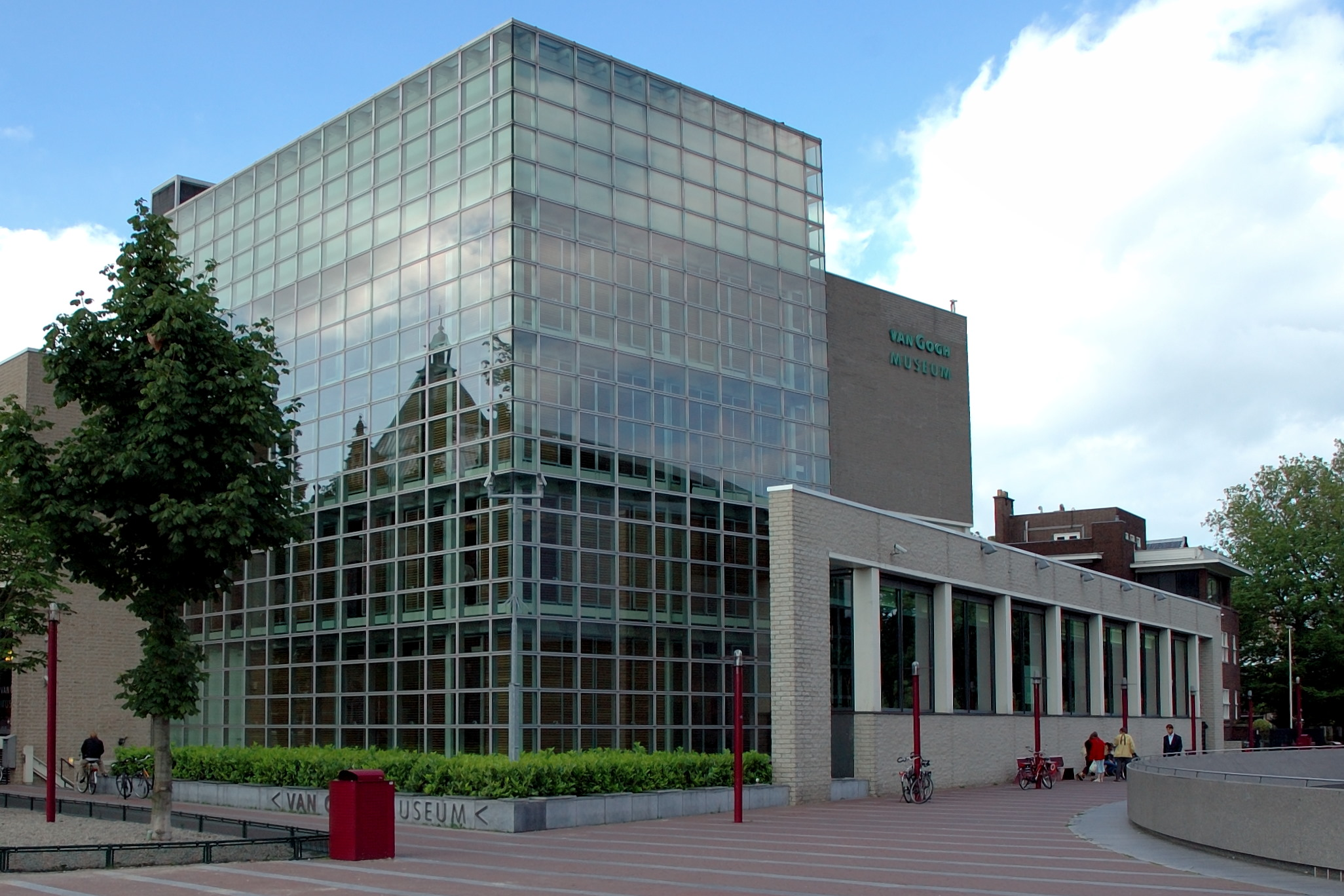
Le bâtiment principal de 1973 avec l'aile vitrée de 1999.

L'État des Pays-Bas fit construire le bâtiment principal en 1963-1964 sur un projet de l'architecte néerlandais Gerrit Rietveld. Des premiers contacts avaient été pris avec l'architecte Marius Duintjer (nl), mais cette collaboration prit fin pour des raisons inconnues. Après la mort de Rietveld en 1964 ses compagnons, Joan van Dillen (nl) et Johan van Tricht, ont développé ses schémas. Des nettes modifications ont été apportées aux plans initiaux en ce qui concerne les façades. Les successeurs de Rietveld ont opté pour des imitations de moellons en béton. La construction a commencé en 1969.
L'ouverture a eu lieu le 2 juin 1973, la bibliothèque étant déjà ouverte depuis 1969. Le bâtiment composé de béton et de verre comprend une série d'espaces autour d'un « vide », développé sur un « grit » de 5 m. Ce bâtiment abrita tant la collection permanente que des expositions temporaires. Au fil des années, de nombreuses adaptations furent apportées au bâtiment. Le bâtiment principal fut transformé durant la construction de la nouvelle aile, en 1998-1999, d'après un projet de Martien van Goor. Il ramena la division intérieure du bâtiment principal plus en correspondance avec le projet initial et déplaça les bureaux dans une annexe vitrée. Depuis l'ouverture de la nouvelle aile, le bâtiment principal est utilisé exclusivement pour l'exposition permanente.

### La nouvelle aile

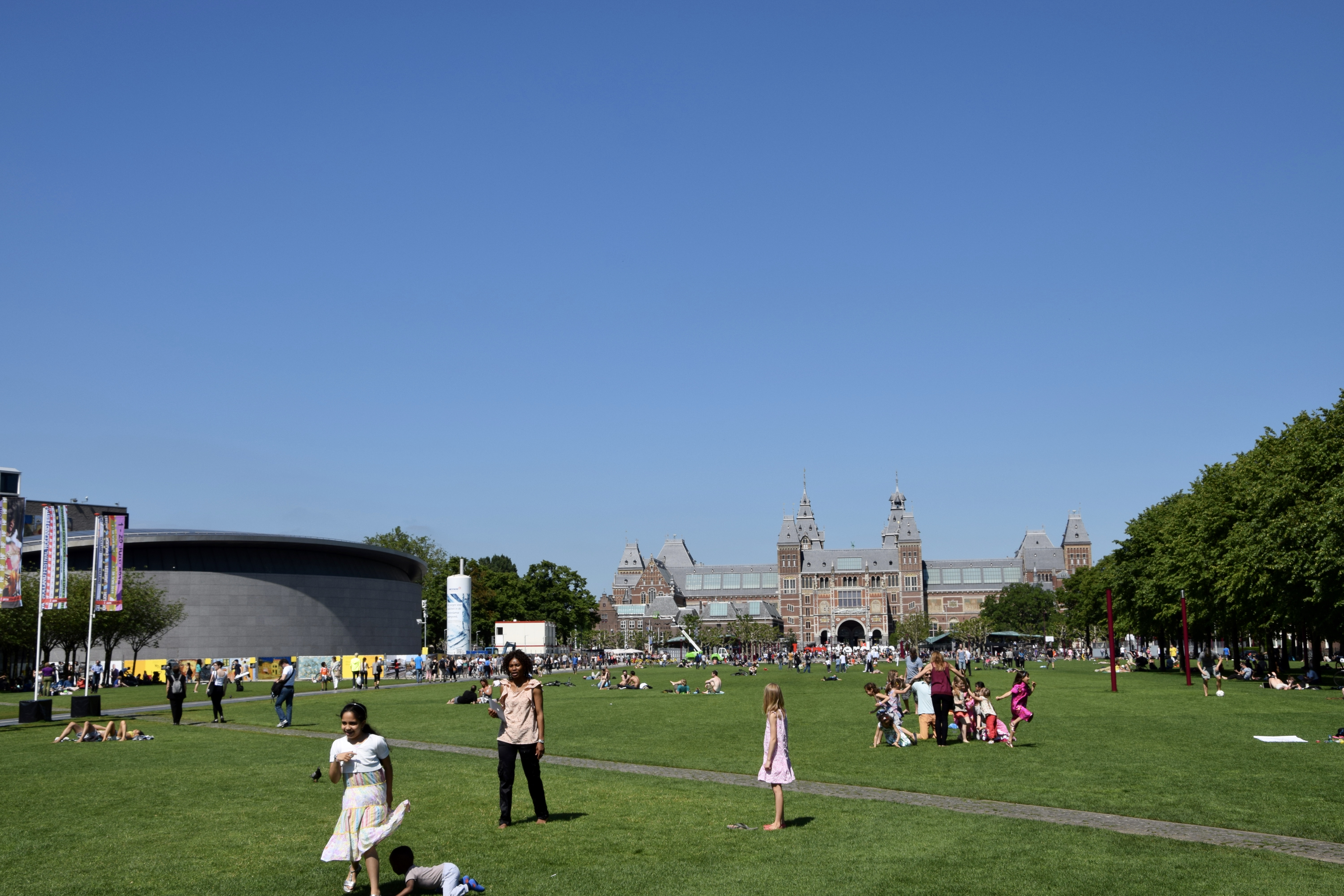
La place du Musée avec la nouvelle aile à gauche dans l'image.

Les plans de la nouvelle aile ont été dessinés par Kisho Kurokawa. Le bâtiment est principalement destiné aux expositions temporaires. Il a été financé par un don de The Japan Foundation de la compagnie d'assurances Yasuda de Tokyo. Le bâtiment est de forme elliptique et est en béton habillé de pierres naturelles et de titane. L'exposition d'inauguration fut dédiée au frère de Vincent, Théo van Gogh.

### Cambriolages
En 1991, une vingtaine de tableaux sont volés au musée, notamment la peinture Les Mangeurs de pommes de terre de Van Gogh, ce qui en fait le plus grand vol d'œuvres d'art aux Pays-Bas depuis la Seconde Guerre mondiale. Trente-cinq minutes après le vol, tous les tableaux sont récupérés dans une voiture abandonnée. Trois tableaux, dont le Champ de blé aux corbeaux, ont été gravement déchirés pendant le vol. Quatre hommes, dont deux gardiens de musée, sont condamnés pour le vol à six et sept ans de prison. Deux tableaux de van Gogh ont été dérobés du musée le 7 décembre 2002. Il s'agit de Sortie de l'église réformée de Nuenen de 1884 et de Paysage de mer près de Scheveningen de 1882.

## Expositions
En 2006, le musée accueille une grande exposition de tableaux de Rembrandt et du Caravage. De nombreuses œuvres venant de l'étranger ont été rassemblées à Amsterdam, notamment Les Compagnons d'Emmaüs (National Gallery, Londres), Amor Vincit Omnia (Gemäldegalerie, Berlin) et Le Sacrifice d'Isaac (galerie des Offices, Florence).
Une exposition intitulée « Vincent Van Gogh et l'expressionnisme » se tient du 24 novembre 2006 jusqu'au 4 mars 2007. Cette exposition comprend 20 œuvres de Van Gogh et 40 œuvres expressionnistes. Elle montre l'influence de Van Gogh sur les expressionnistes allemands et autrichiens.
En octobre 2023, le musée a présenté une exposition temporaire de six toiles inspirées de l’univers conjugué de Van Gogh et des cartes Pokémon.
Des fans de Pokémon ont envahi le musée d’Amsterdam espérant récupérer une précieuse carte à l’occasion d’une exposition.